# Scream World Tour
Scream World Tour es el nombre de una gira de conciertos realizada por Ozzy Osbourne entre el 20 de junio de 2010 y el 10 ed agosto de 2011, en promoción del álbum de estudio Scream.

## Personal
- Ozzy Osbourne – voz
- Gus G – guitarra
- Blasko – bajo
- Tommy Clufetos – batería
- Adam Wakeman – teclado, guitarra

## Lista de canciones tocadas
1. "Bark at the Moon"
2. "Let Me Hear You Scream"
3. "Mr. Crowley"
4. "I Don't Know"
5. "Fairies Wear Boots"
6. "Suicide Solution"
7. "Road to Nowhere"
8. "War Pigs"
9. "Shot in the Dark"
10. "Rat Salad"
11. "Iron Man"
12. "I Don't Want to Change the World"
13. "Crazy Train"
14. "Mama, I'm Coming Home"
15. "Paranoid"